# Drusus franzressli
Drusus franzressli là một loài Trichoptera trong họ Limnephilidae. Chúng phân bố ở miền Cổ bắc.